# 塩屋賢一
塩屋 賢一（しおや　けんいち、1921年12月1日 - 2010年9月12日）は、日本の実業家。犬の訓練師。財団法人アイメイト協会創設者、理事長を務める。長崎県出身。

## 来歴
電気技師だったが、勤め先が倒産。相馬安雄（新宿・中村屋の2代目社長）の勧めで、犬の訓練師となる。
当初は、愛犬家の犬の訓練のみだったが、それに飽き足らずに肺結核と闘病しながら使役犬としての特性をいかす盲導犬を作出して社会に貢献したいと考え、愛犬学校を設立し1948年より盲導犬について研究を始めた。目隠しの生活を1ヶ月続け、犬に何を教えれば視覚障害者の役に立つかを体得後、自身の犬3頭を使い独自の訓練方法を開発した。後年4度渡航して、各国の盲導犬施設を訪ねたが、各国諸施設の訓練方法は塩屋自身の開発したものと殆ど変わりがなく、自信を深めて帰国した。
1956年、河相洌（河相達夫の子）に盲導犬の作出依頼を受けた塩屋賢一は1957年夏、国産第1号の盲導犬『チャンピイ』を完成させた。これが日本における、実質的な盲導犬の歴史の始まりとなった。
1982年、吉川英治文化賞受賞。1993年、勲五等瑞宝章受章。
2010年9月12日、肺炎と呼吸不全のため東京都武蔵野市の病院で死去。88歳没。